# الكأس الأفروآسيوية للأندية 1987
النسخة الثانية من الكأس الأفروآسيوية للأندية وفاز بها الزمالك المصري فاز على فوروكاوا ألكتيريك بنتيجة 2-0 في القاهرة.

## الفرق
| الفريق            | المنطقة | طريقة التأهل                        | ظهور سابق |
| ----------------- | ------- | ----------------------------------- | --------- |
| الزمالك           | أفريقيا | بطل كأس أفريقيا للأندية البطلة 1986 | 0         |
| فوروكاوا ألكتيريك | آسيا    | بطل بطولة الأندية الآسيوية 1986     | 0         |

## النتيجة النهائية
|  | الزمالك                   | 2 - 0 | فوروكاوا ألكتيريك |  |
|  | نصار 45' · عبد الحميد 56' |       |                   |  |

## الفائز
(اللقب الأول)